# Trượt băng tốc độ cự ly ngắn tại Thế vận hội Mùa đông 2018 - 3000 mét tiếp sức nữ
Nội dung 3000 mét tiếp sức nữ của môn trượt băng tốc độ cự ly ngắn tại Thế vận hội Mùa đông 2018 diễn ra vào ngày 10 và 20 tháng 2 năm 2018 tại Gangneung Ice Arena ở Gangneung, Hàn Quốc.

## Kỷ lục
Trước giải đấu, các kỷ lục thế giới và Olympic như sau.
| Kỷ lục thế giới | Hàn Quốc · Choi Min-jeong · Kim Geon-hee · Kim Ji-yoo · Shim Suk-hee | 4:04.222 | Thành phố Salt Lake, Hoa Kỳ | 12 tháng 11 năm 2016 |
| Kỷ lục Olympic  | Trung Quốc · Sun Linlin · Wang Meng · Zhang Hui · Chu Dương          | 4:06.610 | Vancouver, Canada           | 24 tháng 2 năm 2010  |

Có 2 kỷ lục Olympic và một kỷ lục thế giới được thiết lập.
| Ngày       | Vòng        | Tên                                                                 | Quốc gia   | Thời gian | Kỷ lục | Nguồn |
| ---------- | ----------- | ------------------------------------------------------------------- | ---------- | --------- | ------ | ----- |
| 10 tháng 2 | Bán kết 2   | Fan Kexin Han Yutong Qu Chunyu Chu Dương                            | Trung Quốc | 4:05.315  | OR     | [ 2 ] |
| 20 tháng 2 | Chung kết B | Suzanne Schulting Yara van Kerkhof Lara van Ruijven Jorien ter Mors | Hà Lan     | 4:03.471  | WR, OR | [ 3 ] |

## Kết quả

### Bán kết
| Hạng | Bán kết | Quốc gia                     | Tên                                                                            | Thời gian | Ghi chú |
| ---- | ------- | ---------------------------- | ------------------------------------------------------------------------------ | --------- | ------- |
| 1    | 1       | Hàn Quốc                     | Shim Suk-hee Choi Min-jeong Kim Ye-jin Lee Yu-bin                              | 4:06.387  | QA      |
| 2    | 1       | Canada                       | Marianne St-Gelais Kim Boutin Jamie Macdonald Kasandra Bradette                | 4:07.627  | QA      |
| 3    | 1       | Hungary                      | Petra Jászapáti Andrea Keszler Sára Bácskai Bernadett Heidum                   | 4:09.555  | QB      |
| 4    | 1       | Vận động viên Olympic từ Nga | Sofia Prosvirnova Ekaterina Konstantinova Ekaterina Efremenkova Emina Malagich | 4:21.973  | QB      |
| 1    | 2       | Trung Quốc                   | Fan Kexin Han Yutong Qu Chunyu Chu Dương                                       | 4:05.315  | QA, OR  |
| 2    | 2       | Ý                            | Arianna Fontana Lucia Peretti Cecilia Maffei Martina Valcepina                 | 4:05.918  | QA      |
| 3    | 2       | Hà Lan                       | Suzanne Schulting Yara van Kerkhof Lara van Ruijven Jorien ter Mors            | 4:05.977  | QB      |
| 4    | 2       | Nhật Bản                     | Hitomi Saito Sumire Kikuchi Ayuko Ito Yuki Kikuchi                             | 4:12.664  | QB      |

### Chung kết

#### Chung kết B (phân hạng)
| Hạng | Quốc gia                     | Tên                                                                            | Thời gian | Ghi chú |
| ---- | ---------------------------- | ------------------------------------------------------------------------------ | --------- | ------- |
| 3    | Hà Lan                       | Suzanne Schulting Yara van Kerkhof Lara van Ruijven Jorien ter Mors            | 4:03.471  | OR, WR  |
| 4    | Hungary                      | Petra Jászapáti Andrea Keszler Sára Bácskai Zsófia Kónya                       | 4:03.603  |         |
| 5    | Vận động viên Olympic từ Nga | Sofia Prosvirnova Ekaterina Konstantinova Ekaterina Efremenkova Emina Malagich | 4:08.838  |         |
| 6    | Nhật Bản                     | Hitomi Saito Sumire Kikuchi Shione Kaminaga Yuki Kikuchi                       | 4:13.072  |         |

#### Chung kết A (tranh huy chương)
| Hạng | Quốc gia   | Tên                                                             | Thời gian | Ghi chú |
| ---- | ---------- | --------------------------------------------------------------- | --------- | ------- |
| 1    | Hàn Quốc   | Shim Suk-hee Choi Min-jeong Kim Ye-jin Kim A-lang               | 4:07.361  |         |
| 2    | Ý          | Arianna Fontana Lucia Peretti Cecilia Maffei Martina Valcepina  | 4:15.901  |         |
| 7    | Trung Quốc | Fan Kexin Li Jinyu Qu Chunyu Chu Dương                          |           | PEN     |
| 8    | Canada     | Marianne St-Gelais Kim Boutin Valérie Maltais Kasandra Bradette |           | PEN     |